# Anna Madeley
Pour les articles homonymes, voir Madeley.
Anna Madeley est une actrice de cinéma et de télévision britannique.

## Filmographie
- 1985 : Claudia : la petite fille
- 1990 : Back Home (téléfilm) : l'écolière
- 1998 : Cold Feet (série télévisée) : Emma
- 1999 : Dad (série télévisée) : Tasmin
- 1999 : Hôtel Paradiso, une maison sérieuse (Guest House Paradiso), d'Adrian Edmondson : Saucy Wood Nymph
- 2000 : A Dinner of Herbs (mini-série télévisée) : Florrie Roystan
- 2001 : An Unsuitable Job for a Woman (série télévisée) : Petra
- 2004 : The Rivals (video) : Lydia Languish
- 2003-2005 : The Royal (série télévisée) : Samantha Beaumontodes
- 2005 : Stoned : la réceptionniste chez Stone
- 2006 : Aftersun (téléfilm) : Esther
- 2006 : The Outsiders (téléfilm) : Erica Chapman
- 2006 : The Secret Life of Mrs. Beeton (téléfilm) : Isabella Beeton
- 2007 : Consent (téléfilm) : Rebecca 'Becky' Palmer
- 2007 : Inspector Lewis (série télévisée) : Anne Sadikov
- 2007 : Uninvited (court-métrage) : Jane
- 2007 : The Old Curiosity Shop (téléfilm) : Betsy Quilp
- 2008 : Sense & Sensibility (mini-série télévisée) : Lucy Steele
- 2008 : In Bruges : Denise
- 2008 : Affinity : Margaret Prior
- 2008 : Waking the Dead (série télévisée) : Anna Vaspovic
- 2008 : Brideshead Revisited : Celia Ryder
- 2008 : The Children (mini-série télévisée) : Polly
- 2008 : Marple: A Pocket Full of Rye (téléfilm) : Adele Fortescue
- 2008 : Crooked House (série télévisée) : Katherineerine
- 2009 : Law & Order: UK (série télévisée) : Kayleigh Gaines
- 2010 : Hustle (série télévisée) : Jennifer Hughes
- 2010 : Le Journal secret d'Anne Lister (téléfilm) : Mariana Belcombe
- 2011 : The Reckoning (mini-série télévisée) : Victoria Sturridge
- 2012 : A Fantastic Fear of Everything : WPC Taser
- 2012 : Strawberry Fields : Gillian
- 2012 : Secret State (série télévisée) : Gina Hayes
- 2012 : That Woman (court-métrage) : Kate
- 2012 : One Wrong Word (court-métrage) : Victoria
- 2013 : Silent Witness (série télévisée) : Annette Kelly
- 2013 : Utopia (série télévisée) : Anya
- 2013 : Mr Selfridge (série télévisée) : Miss Ravillious
- 2013 : Agatha Christie's Poirot (série télévisée) : Barbara Franklin
- 2016 : The Crown (série télévisée) : Clarissa Eden
- 2018 : Patrick Melrose (Minisérie) : Mary Melrose
- 2018 : Casse-Noisette et les Quatre Royaumes (The Nutcracker and the Four Realms) de Lasse Hallström et Joe Johnston : Marie Stahlbaum
- 2020 : Deadwater Fell (Minisérie) : Kate Kendrick
- 2020 : All Creatures Great and Small (série télévisée) : Mme Hall
- 2020  Sitting in Limbo (téléfilm) : Amelia Gentleman
- 2021 : Time (Minisérie) :  Anne Warren
- 2022 : Anatomy of a Scandal (Minisérie) :  Ellie Frisk
- 2023 : Secret Invasion (Minisérie)  : Pamela Lawton  /  Pamela Lawton  skrull
- 2024 : A Gentleman in Moscow : La narratrice